# Parteitag

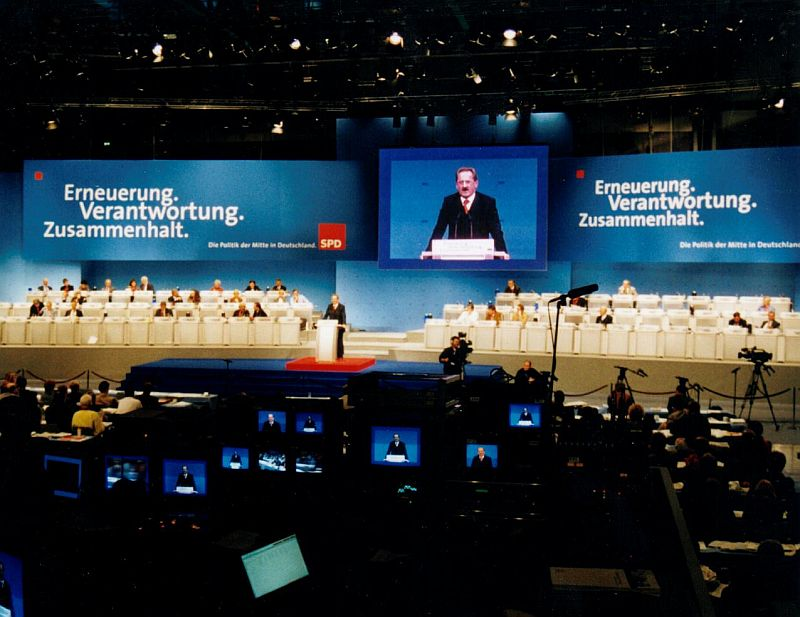
Christian Ude beim SPD-Bundesparteitag 2001 in Nürnberg

Ein Parteitag ist ein satzungs- und parteienrechtlich vorgesehenes Kollegialorgan von Funktionären und Mitgliedern einer politischen Partei, das die sachliche, finanzielle und personelle Politik der Partei diskutiert und festlegt. Auch die Wahl des Parteichefs, seiner Stellvertreter und des Präsidiums findet auf Parteitagen statt. Ein Parteitag ist vereinsrechtlich eine Sonderform einer Mitgliederversammlung. Er ist in Deutschland in § 9 und § 13 Parteiengesetz geregelt.

## Struktureller Hintergrund

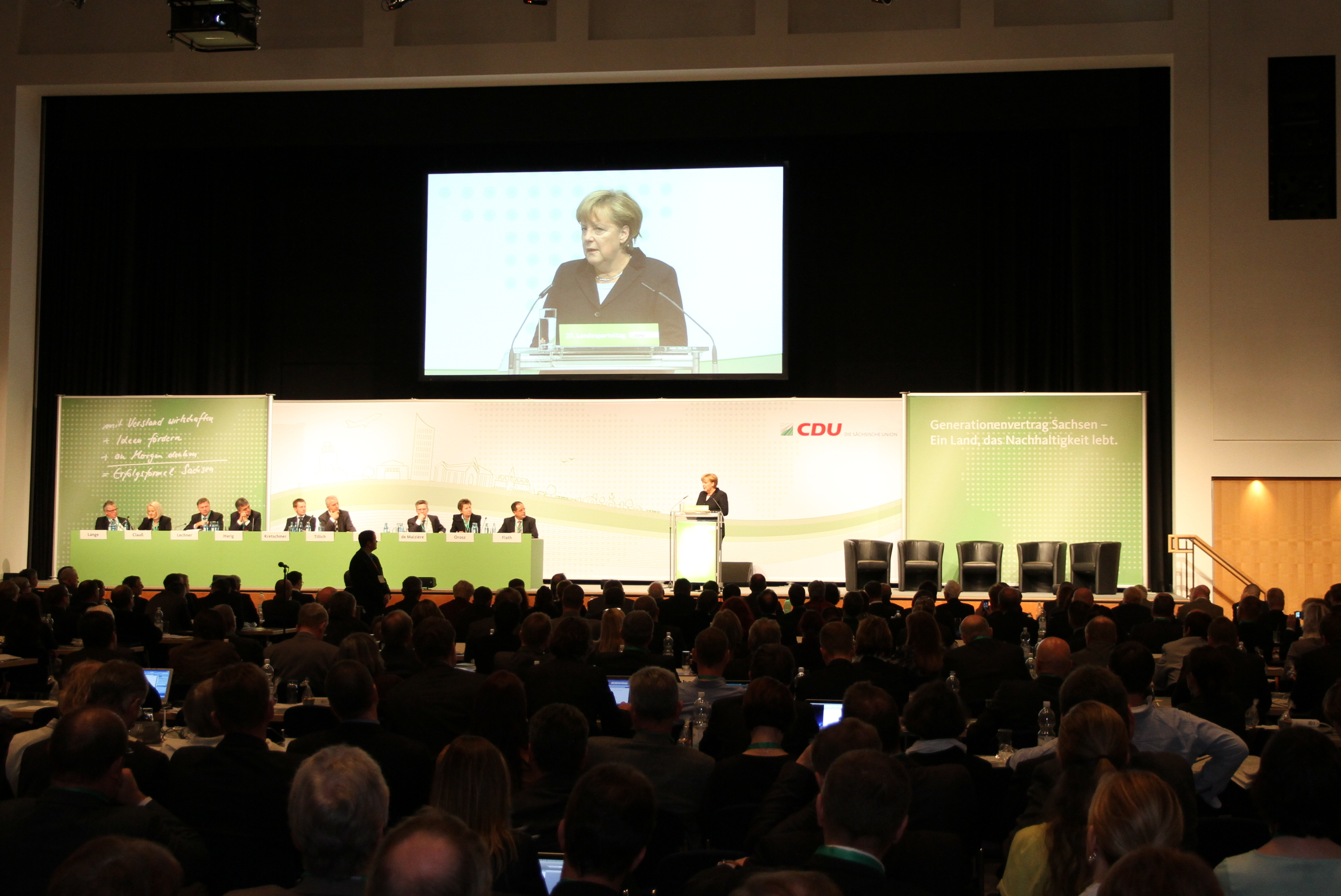
Angela Merkel beim Landesparteitag der CDU Sachsen (2012)

Auf den meisten Parteitagen sind nicht alle Parteimitglieder, sondern aus organisatorischen Gründen nur eine festgelegte Anzahl von Delegierten anwesend. Auf welcher Ebene diese gewählt werden, ist von der Größe des Parteitages und der Partei abhängig. So delegieren in Deutschland bei einem Kreis- bzw. Unterbezirksparteitag meist die Ortsvereine, während auf einem Bundesparteitag bei den mitgliederstarken Parteien für gewöhnlich die Landesverbände oder Bezirke Delegierte entsenden, bei mitgliederschwächeren Parteien dagegen die Kreisverbände. In vielen Parteien sind zudem Vorstandsmitglieder qua Amt delegiert. Auch eine Delegation nach Art der Mitgliedschaft ist möglich (aber unüblich); bei bürgerlichen Parteien z. B. nach Arbeitssparten wie Arbeitnehmer, Unternehmer, Landwirt, Jugend, Senioren usw.
In den USA werden die Delegierten zu den Nominierungsparteitagen vor den Präsidentschaftswahlen dagegen in den sogenannten Primaries (Vorwahlen) direkt durch das Volk gewählt.
In den großen deutschen Volksparteien sind auch auf Kreisebene häufig noch Delegiertenparteitage üblich. Um mehr Mitglieder in die grundlegenden Entscheidungen der Kreispartei einzubinden, werden jedoch immer mehr Kreisparteitage in Form von Mitgliederparteitagen durchgeführt, bei denen alle Mitglieder stimmberechtigt sind. Manche Landesverbände schreiben über die Satzung gar vor, dass Kreisparteitage als Mitgliederparteitage durchzuführen sind. Gegen die Einführung von Mitgliederparteitagen wird oft eingewandt, dass sie den Einfluss der Ortsverbände schwächen und Manipulationen (zum Beispiel durch die Wahl des Tagungsortes in der Nähe des eigenen Ortsverbandes und entfernt von einem konkurrierenden Ortsverband) begünstigen.
Da Parteien gleichzeitig Vereine sind, ist auf sie in Deutschland analog das deutsche Vereinsrecht anzuwenden. Ein Parteitag ist somit dasselbe wie eine Jahreshauptversammlung – und wird gemäß § 9 Abs. 1 PartG auf Gebietsverbänden der untersten Stufe auch als solche bezeichnet.
Einem Parteitag steht in der Regel ein Präsidium vor, welches die Versammlung leitet. Auch gibt es häufig eine sogenannte Antragskommission, die Anträge von Einzelpersonen oder Gruppen im Vorfeld bearbeitet, um einen reibungslosen Ablauf des Parteitags zu gewährleisten, sowie eine Zählkommission, die für die Auszählung der Stimmen bei schriftlichen Abstimmung oder Wahlen zuständig ist.

## Arten von Parteitagen in Deutschland

### Ordentlicher Parteitag
Ein Ordentlicher Parteitag soll ein satzungsgemäßes Funktionieren der innerparteilichen Demokratie gewährleisten. Auf diesen Parteitagen, die in regelmäßigen Abständen stattfinden, werden z. B. Parteiämter vergeben. In der Regel hat jede größere Partei alle ein bis zwei Jahre einen ordentlichen Parteitag, um den Parteivorstand zu wählen. Vor Wahlen wird oft auch ein Wahlprogramm auf Parteitagen beschlossen.

### Außerordentlicher Parteitag
Ein Außerordentlicher Parteitag wird außerhalb der regelmäßig stattfindenden Parteitage veranstaltet. Dies geschieht für gewöhnlich aus wichtigem Anlass, der nicht aufgeschoben werden sollte, etwa wenn es aufgrund unvorhergesehener Ereignisse einer parteirechtlichen Legitimation bedarf, z. B. Wahl eines neuen Parteivorsitzenden (bzw. Gebietsvorsitzenden) oder der Sachentscheidung in einer Koalitions- bzw. Regierungskrise. Ein Beispiel lieferte die SPD 2004, als der damalige Bundeskanzler Gerhard Schröder den Parteivorsitz an den Fraktionsvorsitzenden Franz Müntefering abgab. Ein Außerordentlicher Parteitag wird auch häufig genutzt, um einen Koalitionsvertrag zu bestätigen.
Umgangssprachlich und in den Medien wird dafür auch oft der Begriff Sonderparteitag verwendet.

### Bundesparteitag

Bundesdelegiertenkonferenz der Grünen

Der Bundesparteitag ist nach der Satzung der meisten Parteien das höchste Entscheidungsgremium auf Bundesebene. Nach dem deutschen Parteiengesetz ist dies vorgeschrieben. Bei der Partei Bündnis 90/Die Grünen wird der Bundesparteitag Bundesversammlung bzw. (inoffiziell) Bundesdelegiertenkonferenz genannt.
Teilnehmer des Parteitags sind in der Regel Delegierte der unteren Ebenen, z. B. Landesverbände, Bezirksverbände oder Kreisverbände. Auch Basisparteitage, bei denen alle Mitglieder direkt teilnehmen können, sind möglich. Die Zahl der Delegierten richtet sich dabei meistens nach der Zahl der Mitglieder einer Partei im entsprechenden Regionalverband. Alternativ kann die Aufteilung auch teilweise gemäß der Stimmenzahl bei öffentlichen Wahlen der Partei im Gebiet des Unterverbandes erfolgen. Nach § 13 des Parteiengesetzes muss jedoch mindestens die Hälfte der Delegiertenrechte nach der Mitgliederzahl berechnet werden. Details regelt die Satzung der jeweiligen Partei.
Der Bundesparteitag beschließt etwa das Grundsatzprogramm, wählt den Bundesvorstand, nominiert den Kanzlerkandidaten, trifft Entscheidungen über Koalitionen mit anderen Parteien zum Zwecke der Regierungsbildung und kann weiterhin Entscheidungen zu jedem Thema treffen, das die Partei betrifft. Einige Parteien unterscheiden zwischen "großen" und "kleinen" Parteitagen (bei Bündnis 90/Die Grünen wäre letzteres der Länderrat). Letztere sind jedoch formal keine Parteitage im engeren Sinne des Parteiengesetzes, sondern sogenannte Parteiausschüsse nach § 12 PartG.
Besondere Bundesparteitage sind solche, bei denen die Kandidaten zur Europawahl aufgestellt werden, da dies die einzige Wahl in Deutschland ist, bei der bundesweite Parteilisten existieren. Sie werden häufig Europaparteitag genannt.

#### Listen von Bundesparteitagen deutscher Parteien
- Liste der CDU-Parteitage
- Liste der SPD-Parteitage
- Liste der FDP-Bundesparteitage
- Liste der Bundesversammlungen von Bündnis 90/Die Grünen
- Liste der CSU-Parteitage
- Liste der AfD-Parteitage
- Liste der Parteitage der Partei Die Linke

### Landesparteitag
Der Landesparteitag ist das höchste Gremium einer politischen Partei auf Ebene des Bundeslandes. Er besteht im Regelfall aus der Landesmitgliederversammlung oder den Delegierten der Kreisverbände, die von deren Mitgliederversammlungen (teils auch Delegiertenversammlungen mit Delegierten der Ortsvereine) gewählt werden.
Er wählt den Landesvorstand der Partei und bestimmt über ihr Grundsatzprogramm und Wahlprogramme auf Landesebene.

### Vertreterversammlung
Parteitage, die die Kandidaten und Listen für eine öffentliche Wahl aufstellen, werden häufig auch Vertreterversammlungen genannt. Für sie gelten etwa bei Bundestagswahlen die besonderen Bestimmungen der §§ 21-28 BWahlG.

### Vereinigungsparteitag
Ein Vereinigungsparteitag ist eine Parteiversammlung, auf der sich zwei (oder mehr) Parteien zu einer zusammenschließen.
Beispiele:
- ADAV und SDAP schlossen sich zwischen dem 22. und 27. Mai 1875 in Gotha zur SAP zusammen.
- Im Dezember 1920 bildete der linke Parteiflügel der USPD zusammen mit der KPD die VKPD.
- Am 21. und 22. April 1946 wurden SPD und KPD in der sowjetischen Besatzungszone zur SED zwangsvereinigt.
- Auf einem Vereinigungsparteitag am 11./12. August 1990 vereinigt sich die FDP mit dem Bund Freier Demokraten, der Deutschen Forumpartei und der F.D.P. der DDR.
- Am 26./27. September 1990 ging die Sozialdemokratische Partei in der DDR (SDP) in der SPD auf.
- Die Grünen und Bündnis 90 vereinigten sich im Januar 1993 zu Bündnis 90/Die Grünen.
- Linkspartei.PDS und WASG vereinigten sich am 16. Juni 2007 zur Partei Die Linke.

## In anderen Ländern

### Österreich
Die Parteien regeln Parteitage in ihren Parteistatuten. Die Bundesorganisation der Österreichischen Volkspartei unterscheidet ordentliche und außerordentliche Bundesparteitage. Ordentliche Parteitage sind vor Ablauf der Funktionsperiode der Bundesorgane einzuberufen, wobei die Funktionsperiode vier Jahre dauert. Daneben können außerordentliche Bundesparteitage durch Beschluss des Bundesparteivorstands oder auf Antrag dreier Landesorganisationen einberufen werden. Die Sozialdemokratische Partei Österreichs kennt ebenso ordentliche und außerordentliche Bundesparteitage, wobei Erstere alle drei Jahre einzuberufen sind. Für Landesorganisationen und Landesparteitage gelten ähnliche Regelungen, wie beispielsweise für die FPÖ Salzburg.

### USA
Die US-amerikanischen Parteien spielen außerhalb der Wahlen im politischen Alltag nur eine geringe Rolle. Zwischen den oben genannten, normalerweise nur alle vier Jahren stattfindenden Nominierungsparteitagen werden sie von (mit kleinen Parteitagen vergleichbaren) sogenannten National Committees geleitet, die jedoch hauptsächlich administrative Aufgaben wahrnehmen (siehe DNC und RNC). Die politische Repräsentation obliegt den Parteiführern im Senat und Repräsentantenhaus, sowie (falls er der Partei angehört) dem Präsidenten.

### Vereinigtes Königreich
Jedes Jahr zwischen September und Oktober (in der Sitzungspause des House of Commons) tagen die Kongresse der britischen Parteien. Auch sie haben aber im Vergleich zu deutschen Parteien weniger Einfluss; in den meisten Parteien werden die Parteiführer in den Parlamentsfraktionen gewählt.

### Kommunistische Länder
In realsozialistischen Ländern, in denen üblicherweise eine Einparteiendiktatur herrscht, versammelt sich die Kommunistische Partei normalerweise alle paar Jahre zum Parteitag, dem höchsten Parteiorgan. Diese aus Parteikadern zusammengesetzten Gremien sind jedoch nicht mit demokratischen Parteitagen vergleichbar, da keine Debatte stattfindet und Beschlüsse des Politbüros stets einstimmig abgesegnet werden. Beispiele dafür sind der Parteitag der Kommunistischen Partei Chinas oder der ehemalige Parteitag der Kommunistischen Partei der Sowjetunion. Auf Parteitagen in kommunistischen Staaten kann es zu Festnahmen auch von hochrangigen Parteimitgliedern kommen.

## Online-Parteitage und -Mitgliederversammlungen
Vor dem Eintritt des Informationszeitalters galt es als eine Selbstverständlichkeit, dass Mitgliederversammlungen, also auch Parteitage, als „Präsenzversammlungen“ durchgeführt werden mussten, d. h. ein Rede- und Stimmrecht hatten nur physisch Anwesende. Dem Wortlaut des Parteienrechts kann man entnehmen, dass den Gesetzesautoren das damit verbundene Problem noch nicht bewusst war.
Bündnis 90/Die Grünen Baden-Württemberg haben im Jahr 2000 einen experimentellen „Virtuellen Parteitag“ durchgeführt und dieses Organ danach in der Satzung des Landesverbands verankert, aber nicht erneut einberufen.
Bis heute hat sich die juristische Fachliteratur noch kaum des Themas „Online-Mitgliederversammlung oder -Parteitag bei politischen Parteien“ angenommen. § 32 des Bürgerlichen Gesetzbuches statuiert zunächst in seinem Abs. 1, dass Angelegenheiten des Vereins grundsätzlich durch Beschlussfassung im Rahmen einer Mitgliederversammlung zu regeln sind; Abs. 2 desselben Paragraphen regelt demgegenüber eine gesetzliche Ausnahme vom Erfordernis der physischen Präsenz bei auf Beschlussfassung ausgerichteten Versammlungen und öffnet damit das Tor für die Möglichkeit von Online-Versammlungen. Der Verein genießt darüber hinaus gem. § 40 BGB weitgehende Freiheit, was die Ausgestaltung seiner inneren Organisationsstruktur in der Vereinssatzung anbelangt. Er darf mithin die Mitgliederversammlung, die von § 32 BGB als essentielles Instrument der Meinungsbildung im Verein zwingend vorgeschrieben ist, zwar nicht abschaffen, jedoch kann er regeln, wie sich die Willensbildung innerhalb des Organs der Mitgliederversammlung vollziehen soll. Bei der Online-Versammlung handelt es sich um eine derartige Modalität der in § 32 Abs. 1 BGB angeordneten Versammlung.
Ein praktisches Problem bei Online-Mitgliederversammlungen und -Parteitagen stellt das Gebot des § 15 Abs. 2 des deutschen Parteiengesetzes dar, demzufolge Wahlen in Parteien grundsätzlich geheim durchgeführt werden müssen. Wegen der damit verbundenen Schwierigkeiten hat das Bundesverfassungsgericht am 3. März 2009 den Einsatz von Wahlautomaten verboten. Auch der Wahlrechtsgrundsatz „allgemeiner“ Wahlen nach Art. 38 GG, der analog auch für Wahlen innerhalb von Parteien gilt, stellt ein Problem dar, solange es das Phänomen der digitalen Spaltung gibt.
Der Berliner Beauftragte für Datenschutz und Informationsfreiheit hält Abstimmungen im Rahmen einer „virtuellen Mitgliederversammlung“, bei denen Klarnamen benutzt werden und bei denen leicht ermittelt werden kann, welches Votum ein Abstimmender abgegeben hat, für rechtswidrig: „Der demokratische Willensbildungsprozess einer Partei setzt verfassungsrechtlich nämlich keineswegs eine generelle Kenntnis des Abstimmungsverhaltens der Mitglieder voraus; im Gegenteil ist gerade die Möglichkeit geheimer Abstimmungen eine Minderheiten schützende demokratische Vorkehrung. Wenn durch das Klarnamenprinzip im LQFB also Abstimmungen generell namentlich nachvollziehbar werden sollen, läuft das den verfassungsrechtlichen Vorgaben einer demokratischen Parteistruktur zuwider.“
Aufgrund der COVID-19-Pandemie haben viele Parteien ihre Parteitage 2020 und 2021 digital bzw. teilweise digital gehalten.